# Vital Chomel
Pour les articles homonymes, voir Chomel.
Vital Chomel, né le 24 août 1922 à Annonay et mort le 7 février 2001 à Grenoble, est un archiviste et historien français. Il consacre l'essentiel de sa carrière aux archives départementales de l'Isère, qu'il dirige, et à l'histoire du Dauphiné.

## Biographie
Vital Chomel naît le 24 août 1922 à Annonay, dans le département de l'Ardèche, dans une famille liée à l'industrie papetière, activité importante à Annonay : son père est ingénieur papetier et sa mère appartient à la famille Canson.

### Archives
Après une scolarité aux collèges catholiques d'Annonay et de Valence, Vital Chomel suit des études de lettres à l'Université de Lyon, interrompues par son départ au Service du travail obligatoire en Allemagne. Il entre ensuite à l'École des chartes (promotion 1950).
Après ses études et un détachement au CNRS, Vital Chomel obtient un premier poste aux archives départementales de l'Aude en 1953. Il est muté aux archives départementales de l'Isère en 1958, comme conservateur adjoint. Il en devient le directeur en 1968 et le reste jusqu'à sa retraite en 1988. Il y dirige la publication d'inventaires et organise la collecte de fonds d'archives privées (familiaux, d'hommes politiques, d'entreprises, de partis politiques, de syndicats, etc.).

### Patrimoine
Vital Chomel soutient la création du Musée de la Révolution française au château de Vizille. Il est, avec Robert Chagny, un des animateurs de ce projet, lancé dès 1982, dont le conseil scientifique est présidé par Albert Soboul puis par Michel Vovelle. Vital Chomel en est le vice-président et, selon Robert Chagny, « l'infatigable animateur et la cheville ouvrière de l'entreprise ».
Vital Chomel fonde l'association Patrimoines de l’Isère. Culture et Histoire et est membre du Comité des travaux historiques et scientifiques.

### Histoire
Après un premier ouvrage d'histoire économique écrit avec Jean Ebersolt sur le péage de Jougne dans le massif jurassien, Vital Chomel publie de nombreux travaux dans différentes revues. Il se consacre surtout à l'histoire dauphinoise, notamment médiévale. Il dirige différents ouvrages collectifs d'histoire urbaine et régionale.
En 1976, il est le directeur de l'Histoire de Grenoble qui paraît dans la collection d'histoires des villes publiée par les éditions Privat. Selon Anita Guerreau-Jalabert, cet ouvrage est « sérieux, documenté et plaisant en même temps ». Dans le cadre du bicentenaire de la Révolution française, Vital Chomel dirige la publication d'un livre collectif sur Les débuts de la Révolution française en Dauphiné 1788-1791, présentés à travers onze contributions différentes, qui montrent la précocité révolutionnaire du Dauphiné. L'ouvrage collectif Dauphiné, France : De la principauté indépendante à la province est publié en 1999 à l'occasion du 650e anniversaire du « transport » du Dauphiné à la France et réunit huit contributions qui traitent du Dauphiné pendant dix siècles.
Vital Chomel enseigne à l'Université de Grenoble et dirige différentes collections aux Presses universitaires de Grenoble. Un volume de mélanges, intitulé Pierres de mémoire, écrits d'histoire lui est offert en 2000. Ces mélanges réunissent « des historiens, enseignants ou membres des Archives départementales de l’Isère et conservateurs du Musée Dauphinois. ».
Vital Chomel incarne un modèle qui s'estompe ensuite, celui de l'archiviste-historien. Conservateur en chef honoraire aux Archives de France, il meurt à Grenoble le 7 février 2001.

## Principales publications
- Vital Chomel et Jean Ebersolt, Cinq siècles de circulation internationale vue de Jougne. Un péage jurassien du XIIIe au XVIIIe siècle, Paris, Armand Colin, coll. « Ecole pratique des hautes études - Centre de recherches historiques / Ports, routes et trafics » (no 2), 1951, 216 p.[7]
- Vital Chomel (dir.), Histoire de Grenoble, Toulouse, Privat, coll. « Univers de la France et des pays francophones », 1976, 466 p.[9]
- Vital Chomel (dir.), Les débuts de la Révolution française en Dauphiné 1788-1791, Grenoble, Presses universitaires de Grenoble, 1988, 311 p. (ISBN 270610290X)[10].
- Vital Chomel (dir.), Dauphiné, France : De la principauté indépendante à la province (XIIe – XVIIIe siècles), Grenoble, Presses universitaires de Grenoble, coll. « La pierre et l'écrit », 1999, 208 p. (ISBN 9782706108587)[12].

## Hommage
- Alain Belmont (dir.), Pierres de mémoire, écrits d'histoire : Pages d'histoire en Dauphiné offertes à Vital Chomel, Grenoble, Presses universitaires de Grenoble, coll. « La pierre et l'écrit », 2000, 454 p. (ISBN 9782706109553, lire en ligne)[5]

## Distinctions
- Chevalier de la Légion d'honneur le 20 avril 1973[15],[16],[17].
- Officier de l'ordre national du Mérite le 23 décembre 1982[18].
- Officier de l'ordre des Arts et des Lettres le 5 juillet 1976[19].

### Notice biographique
- Dominique Dupraz, « Vital Chomel (1922-2001) », Bibliothèque de l'École des chartes, vol. 161, no 2,‎ 2003, p. 765–768 (lire en ligne, consulté le 23 décembre 2022).